# Pietro Valier
Pietro Valier (Veneza, 21 de novembro de 1566 - Pádua, 9 de abril de 1629) foi um cardeal do século XVII

## Biografia
Nasceu em Veneza em 1574. De família patrícia. Segundo dos seis filhos de Giovanni Luigi Valier e Laura Bernardo. Os outros irmãos eram Bertucci (bispo de Famagusta em 1591 e de Verona em 1606), Lorenzo, Francesca, Bernardo e Agostino (abade e cônego de Pádua). Sobrinho-neto do cardeal Bernardo Navagero (1561). Sobrinho do cardeal Agostino Valier (1583). A família deu dois doges a Veneza no século XVII, Bertuccio Valier (1656-1658) e Silvestro Valier (1694-1700). Seu sobrenome também está listado como Valerio; como Valiero; como Valieri; e como Valério.
Ele provavelmente foi educado em Veneza..
Residiu no Palácio Apostólico desde 1605. Referendário dos Tribunais da Assinatura Apostólica de Justiça e da Graça, 1607. Governador de San Severino, 1609. Governador de Todi, 1610. Governador de Orvieto, 1610-1614. Canon do capítulo da catedral de Pádua..
Eleito bispo titular de Famagusta, em 18 de maio de 1611. Consagrado (sem informações encontradas). Governador de Spoleto, de 28 de fevereiro de 1614 a 1616. Núncio na Toscana de 27 de junho de 1616 a 1621 (?). Promovido à sé metropolitana de Creta, em 18 de maio de 1620. Recebeu o pálio em 1º de junho de 1620..
Criado cardeal sacerdote no consistório de 11 de janeiro de 1621. Recebeu o barrete vermelho em 14 de janeiro de 1621; e o título de S. Salvatore em Lauro, 3 de março de 1621. Participou do conclave de 1621, que elegeu o Papa Gregório XV. Nomeado membro da SC da Propaganda Fide em 1622. Commendatario de S. Ambrogio, diocese de Nona, Dalmácia, 23 de dezembro de 1622. Participou do conclave de 1623, que elegeu o Papa Urbano VIII. Transferido para a sede de Ceneda, em 2 de outubro de 1623. Commendatário do Priorado de S. Maria del Monte di Conegliano (perto de Treviso), em 9 de março de 1624. Optou pelo título de S. Marco, em 18 de março de 1624. Transferido para a sé de Pádua, 18 de agosto de 1625. Commendatariode S. Grisogono (Crisogono?) ou S. Gregorio, diocese de Zara, Dalmácia, em 1627. Muito devoto da Bem-Aventurada Virgem Maria, fundou três suntuosas capelas em sua homenagem em Verona, na igreja de S. Maria della Grazia (a ilha perto de Veneza) e em Pádua..
Morreu em Pádua em 9 de abril de 1629. Sepultado na capela dos cônegos da catedral de S. Maria Assunta, Pádua. Ele legou todos os seus bens ao capítulo da catedral de Pádua. Um cenotáfio em sua memória foi erguido na catedral de Pádua.